# FATE
FATE (Fantastic Adventures in Tabletop Entertainment) – uniwersalna mechanika gier fabularnych oparta na mechanice FUDGE. Nie posiada domyślnego świata gry, cech postaci ani konwencji i została stworzona z myślą o możliwie łatwym przystosowywaniu jej do wymagań graczy. W założeniu przeznaczona dla graczy, którzy nie lubią w czasie sesji często rzucać kośćmi.
Mechanika została stworzona przez Freda Hicksa i Roba Donoghue'a. Zdobyła dużą popularność dzięki mocnemu wsparciu (niezwykłe jak na darmową grę) i wieloma innowacjami w stosunku do „zwykłych” mechanik stosowanych w grach fabularnych.

## Różnice między FUDGE i FATE
Mimo iż FATE używa znanej z Fudge'a opisowej skali cech i czterech specjalnych kostek k6 (tzw. FUDGE dice mające na dwóch ściankach znak +, na dwóch znak – i pozostałe dwie ścianki puste), różni się od praktycznie wszystkich innych gier fabularnych tym, że nie posiada ustalonej listy cech postaci (takich jak Siła, Zręczność i Inteligencja) i całkiem inaczej podchodzi do systemu punktów doświadczenia.
FATE zakłada, iż wszystkie postacie są „średnie” i pozwala bohaterom wybić się poza ową przeciętność poprzez tzw. Aspekty (ang. Aspects). Gracz może wybrać przykładowo Aspekt „Muskularny” (lub „Siłacz” albo „Paker”) i użyć owego Aspektu, by dostać chwilowy bonus do swoich współczynników w odpowiedniej sytuacji. Specjalne wyposażenie, które posiada bohater gracza także może być wybierane jako Aspekt – przykładowo Indiana Jones mógłby mieć aspekt Bicz i Fedora. Fakt, że Aspekty mogą być praktycznie wszystkim, co jest związane z daną postacią pozwala na znacznie lepsze "stopienie się" mechaniki i odgrywania postaci niż w większości innych gier fabularnych.
Aspekty to ważny i oryginalny pomysł mechaniki FATE. Nie są one zasadniczo ani dobre ani złe – służą po prostu do opisu bohatera; aż do poziomu, który będzie odpowiadał graczowi. Dodatkowo, by wspomóc ów opis, FATE posiada mechanizm specjalnego nagradzania graczy, których Aspekty czasami przeszkadzają im w czasie sesji. Na przykład gracz wybierający Aspekt "Fajtłapa" dla swojego bohatera, może liczyć na to, że w sytuacji, w której ów aspekt zacznie przeszkadzać (np. postać upuści na ziemię drogocenny artefakt) dostanie od mistrza gry także jakąś nagrodę.

## Mechanika dokładniej
Mechanikę stworzono w ciekawy, oryginalny sposób, główną częścią są:
- Umiejętności
- Aspekty
- Atuty

Aspekty:
Aspekty można czasem podzielić na dobre (np. Siłacz), Pośrednie(np. Niski) i Złe(np. Chciwy). Aspekty to specjalne "umiejętności" które pozwalają na ulepszenie sobie losu przez:
- powtórzenie rzutu, lub
- bezpośrednie zwiększenie rzutu

Aspektami mogą być również postacie(warunek: muszą mieć znany wpływ na losy postaci i prawie zawsze jej towarzyszyć, przykładem niech będzie koń, wierny towarzysz szermierza Linura), przedmioty(np. u Indiany Jonesa jego bicz) lub wrogowie(np. odwieczny rywal Lorda Bretona – Hrabia Tolur).
Przykłady aspektów:
- Indiana Jones mógłby mieć aspekt Bicz na poziomie 2 (może użyć aspektu by uderzyć przeciwnika w rękę i wytrącić mu broń)
- Płaszcz Niewidzialności może mieć aspekt Niewidzialność na poziomie 1 (bohater który używa aspektu płaszcza staje się niewidzialny)
- Lis, szermierz ma aspekt Romin (rumak) na poziomie 2(może użyć aspektu by np. nakazać koniowi biec szybciej)
- Mickiewicz może mieć aspekt Wróg(Słowacki) na poziomie 2(Mickiewicz może zadeklarować użycie aspektu by pojawił się jego rywal i Mistrz Gry daje mu Punkty Losu, lecz poeci muszą stoczyć pojedynek)

## Nagrody
W 2003 roku FATE zdobyło kilka nagród Indie RPG Awards:
- Pierwsze Miejsce – kategoria Best Free Game of the Year
- Pierwsze Miejsce – kategoria Best Support
- Trzecie Miejsce – kategoria Indie RPG of the Year
- Zwycięzca – kategoria Andy's Choice Award